# Saint-Mars-sur-la-Futaie
 Saint-Mars-sur-la-Futaie  es una población y comuna francesa, en la región de Países del Loira, departamento de Mayenne, en el distrito de Mayenne y cantón de Landivy.

## Demografía
| 923 | 842 | 721 | 702 | 684 | 623 |
| Para los censos de 1962 a 1999 la población legal corresponde a la población sin duplicidades (Fuente: INSEE [Consultar]) |     |     |     |     |     |